# Jasenovik
Pour le village kosovar, voir Jasenovik (Novo Brdo).
Jasenovik (en serbe cyrillique : Јасеновик) est un village de Serbie situé dans la municipalité de Pantelej et sur le territoire de la ville de Niš, district de Nišava. Au recensement de 2011, il comptait 388 habitants.

## Démographie

### Évolution historique de la population
| 1948 | 1953 | 1961 | 1971 | 1981 | 1991 | 2002 | 2011 |
| ---- | ---- | ---- | ---- | ---- | ---- | ---- | ---- |
| 607  | 616  | 621  | 534  | 478  | 456  | 416  | 388  |

|  |